# Antón Paz Blanco
Antón Paz Blanco (ur. 8 sierpnia 1976 w Madrycie) – hiszpański żeglarz sportowy. Złoty medalista olimpijski z Pekinu.
Startował w klasie Tornado. Brał udział w dwóch igrzyskach (IO 04, IO 08). Triumfował w 2008, cztery lata wcześniej był ósmy. Podczas obu startów partnerował mu Fernando Echávarri. W 2005 obaj zostali wybrani żeglarzami roku przez ISAF. W 2005 i 2007 był złotym medalistą mistrzostw świata, a także mistrzem Europy w 2005 roku. Wielokrotnie zostawał mistrzem kraju.